# Thomas Talbot
Thomas Talbot (7 de Setembro de 1818 – 6 de Outubro de 1885) foi um político e proprietário de uma fábrica têxtil de Massachusetts, Estados Unidos. Talbot administrava uma importante fábrica têxtil, envolvendo trabalhos com tingementos químicos e tecelagem de tecidos, em Billerica, que era uma importante empregadora local. Como Republicano, exerceu na legislatura do estado, no Conselho do Governador de Massachusetts e como Vice-Governador antes de exercer por um mandato parcial como Governador Interino de Massachusetts e, posteriormente, por um mandato completo como o 31º Governador.
Nascido de imigrantes irlandeses, Talbot estudou pouco, trabalhando em fábricas têxteis desde cedo. Estabeleceu uma parceria com seu irmão, fundando as Fábricas Talbot de Billerica em 1857. Tornou-se politicamente ativo, em parte devido a problemas com as fábricas, e exerceu dois mandatos como Vice-Governador, exercendo como Governador durante parte do segundo mandato depois que o Governador William B. Washburn venceu a eleição para o Senado dos Estados Unidos. Talbot era um forte defensor da temperança e seu veto a uma lei popular de licenciamento de álcool contribuiu para sua perda na disputa de governador de 1874. Teve mais sucesso em 1878 contra a oposição dividida, cumprindo um único mandato medíocre.

## Primeiros anos e negócios
Thomas Talbot nasceu no dia 7 de Setembro de 1818 em Cambridge, Nova York, filho de Charles e Phoebe (White) Talbot, ambos imigrantes irlandeses, e era o sétimo de oito filhos. Quando era pequeno, a família mudou-se para Danby, Vermont, onde seu pai supervisionava uma fábrica têxtil local. Seu pai morreu quando tinha seis anos e sua mãe mudou a família para Northampton, Massachusetts, onde frequentou escolas locais, e começou a trabalhar cedo nas fábricas locais.
Em 1825, Talbot entrou numa empresa de tecelagem criada por seu irmão mais velho Charles, em Williamsburg, Massachusetts, onde foi empregado pela primeira vez como cardeador e finalizador, e rapidamente tornou-se superintendente. Seu irmão mudou-se para Lowell em 1838, vendendo a fábrica de Williamsburg, e começou a processar madeiras para tinturaria em uma área alugada numa fábrica local, enquanto Thomas permaneceu no oeste de Massachusetts, trabalhando em fábricas da região e continuando seus estudos em uma academia em Cummington. Em 1840, os dois irmãos fundaram a C.P. Talbot & Co., uma parceria comercial que durou até a morte de Charles em 1884. Os negócios começaram a processar madeiras para tinturaria e para uso na fábrica têxtil, mas expandiram-se para outros processos químicos industriais em 1849. Os irmãos adquiriram os direitos hídricos do Rio Concord pela extinta Corporação do Canal Middlesex em 1851 e em 1857 fundaram a Talbot Mills em North Billerica, Massachusetts, em parceria com a Belvidere Mill Company. O negócio foi um sucesso e os irmãos adquiriram o controle total da fábrica em 1862. Thomas concentrou-se na fábrica têxtil, enquanto Charles continuou a administrar os interesses de corantes e produtos químicos, expandindo as instalações em 1870 e novamente em 1880.
A fábrica de Billerica não ficou isenta de controvérsias. A barragem, que foi construída na década de 1790 para fornecer água ao Canal de Middlesex, foi considerada por alguns responsável pela inundação de áreas rio acima até Sudbury. Houve pedidos para remover a barragem, bem como ações judiciais, às quais Talbot resistiu vigorosamente. A disputa foi parcialmente representada na legislatura do estado e levou Talbot à atenção dos líderes políticos como um potencial candidato ao cargo. Talbot também opôs-se aos planos desenvolvidos pela cidade de Boston para desviar as águas do Rio Sudbury (um grande afluente do Rio Concord) para o seu abastecimento de água.

## Carreira política
Talbot, um Republicano, exerceu na legislatura de Massachusetts no início de 1851 e fez parte do conselho do governador de 1864 até 1869. Em 1872, foi eleito Vice-Governador, exercendo dois mandatos sob a Governança de William B. Washburn. Na escolha de Washburn para o Senado dos Estados Unidos pela legislatura do estado no início de 1874, tornou-se governador interino. Um número de negócios inacabados que Washburn deixou para Talbot foi um projeto de lei que exigia um dia de trabalho de dez horas. Esse assunto havia sido objeto de exaltação trabalhista no estado e Washburn opôs-se à lei. Apesar de ser dono de uma fábrica, Talbot era um advogado e assinou a lei. Também recusou-se a autorizar a construção de uma prisão em Concord e assinou uma legislação que permite que as mulheres votem em membros de comitês escolares locais.
A lei de proibição de bebidas alcoólicas do estado era um dos principais assuntos políticos da época e Talbot era um proibicionista rígido. Durante esse período, vetou um projeto de lei que teria dissolvido a polícia do estado, acusada pela aplicação da lei, e também vetou um projeto de lei substituindo a proibição por um esquema de licenciamento. Nas eleições de 1874, Republicanos anti-proibição uniram-se aos Democratas para eleger William Gaston e não Talbot por uma margem pequena. A eleição criou um divisor de águas na pós-Guerra Civil de Massachusetts, pois foi a primeira vitória de um Democrata naquele período, e expôs as desavenças do Partido Republicano do estado em assuntos nacionais, como a proibição. Talbot recusou-se a concorrer em 1875.
Em 1878, Talbot ganhou a indicação de candidato Republicano a governador, com um grande domínio ocasionado pela aposentadoria iminente de Alexander H. Rice. A oposição Democrata ficou divergida pelo retorno de Benjamin Butler ao partido e a chapa Republicana venceu as eleições gerais, em parte destacando as diferenças de salários e benefícios nas fábricas pertencentes a Butler e Talbot. A campanha foi particularmente maldosa, com os Republicanos atacando os partidários de Butler como "Repudiacionistas, Greenbackers e Comunistas". Talbot exerceu um mandato e recusou-se a concorrer à reeleição no ano seguinte. Apoiou o sufrágio feminino e a reforma das prisões e um controle estatal mais forte sobre suas ferrovias.
Depois de deixar o cargo, Talbot continuou no serviço público, exercendo no Comitê de Saúde do Conselho Estadual de Saúde, Insanidade e Caridade de Massachusetts de 1880 até 1884, ocupando o cargo de presidente do comitê em 1880 até 1882. Como governador, Talbot supervisionara a fusão do Conselho de Saúde, com o Conselho de Insanidade e Caridade. Embora essa fusão tenha sido feita ostensivamente como uma medida de redução de custos, os ativistas da saúde opuseram-se a ela. Henry Ingersoll Bowditch, em particular, renunciou ao conselho de administração fundido, reclamando que era dominado por empresários que tentavam minimizar a discussão sobre a poluição causada por seus negócios.

## Família e legado
Talbot casou-se duas vezes. Em 1848, casou-se com Mary Howe Rogers, que morreu sem filhos em 1851. Em 1855, casou-se com Isabella Hayden, filha de Joel Hayden de Williamsburg, com quem teve sete filhos. Morreu em sua casa em North Billerica em 1885 e foi sepultado no Lowell Cemetery.
Em 1905, a cidade de Billerica abriu a Thomas T. Talbot Elementary School na 33 Talbot Avenue. A escola atenderia as séries 1 a 6, até 1972, quando a 6ª série foi migrada para a nova escola secundária. A escola continuou a educar as séries 1 a 5 até fechar em Junho de 1980. Foi reformada e reaberta como Talbot School Apartments, que atende idosos e deficientes.
As propriedades sobreviventes da Fábrica de Talbot em North Billerica estão listadas no Registro Nacional de Lugares Históricos como parte do Distrito Histórico das Fábricas de Billerica.